# Cantiga
Las cantigas o cántigas son composiciones profanas propias de la lírica gallego-portuguesa. Este género se desarrolló en la Edad Media, especialmente entre los siglos XIII y mediados del XIV, en los Reinos de Galicia y Portugal, aunque también fue cultivado en otros lugares de la península Ibérica, como es el caso de las Cantigas de Santa María de Alfonso X el Sabio – no obstante, estas no se adscriben dentro del corpus de la lírica profana medieval gallego-portuguesa, a pesar de estar escritas en este idioma–.
Están compuestas en lengua romance para ser cantadas y acompañadas de música. Aunque son de corte trovadoresco y con importantes influencias provenzales, las cantigas también presentan un importante componente autóctono reflejado a través de lo tradicional. De esta manera, se conjugan estructuras y recursos retóricos occitanos con otros característicos de la tradición popular, como el paralelismo.
Las cantigas se dividen, principalmente, en tres grandes géneros: las cantigas de amor, las cantigas de amigo y las cantigas de escarnio y maldecir. Los temas más recurrentes de estas composiciones son las coitas (penas) de amor del poeta por la dama, la alabanza del amante o la alegría de los enamorados por encontrarse. Además, tienden a emplear elementos comunes y simbólicos, como el mar, las fuentes, los cabellos, ciervos, las romerías, las ermitas, etc.
Los testimonios de este tipo de lírica han perdurado a través de tres grandes cancioneros y de algún pergamino. Sin embargo, debe entenderse que la producción de cantigas fue mucho mayor que la que se ha conservado, pues muchas de ellas, al pertenecer a la tradición oral, seguramente no llegaran a recogerse por escrito.

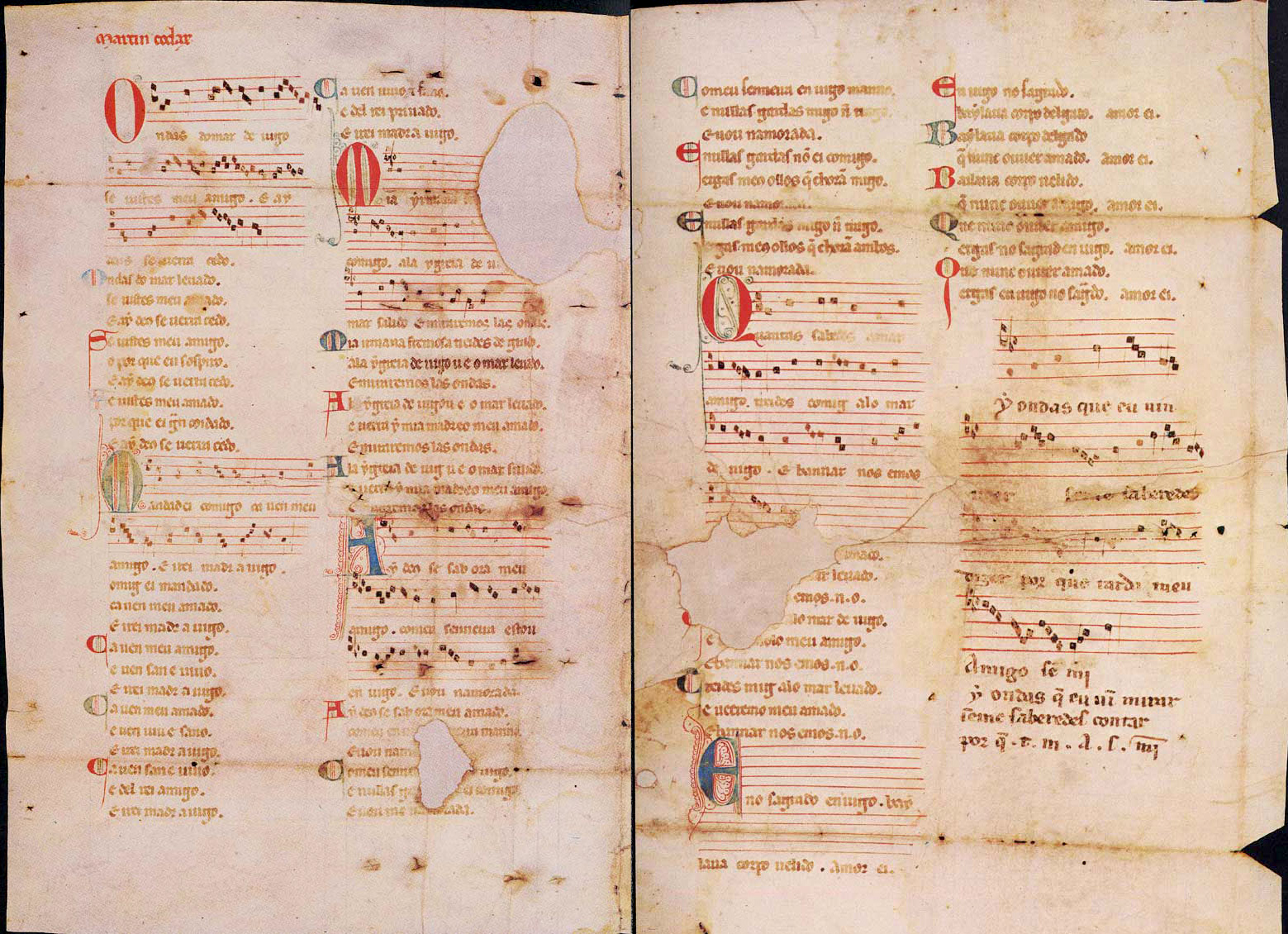
Cantigas de amigo de Martín Códax con anotación musical.

## Escuela gallego-portuguesa

### Orígenes
La poesía en gallego-portugués ha llegado hasta nuestros días a través, fundamentalmente, de los Cancioneros de la Biblioteca del Vaticano, de la Biblioteca Nacional de Lisboa y del Cancionero de Ajuda. Gracias a estos cancioneros se han podido salvar estas manifestaciones líricas compuestas en un periodo que abarca desde el año 1200 hasta mediados del siglo XIV.
Según Tavani (1986: 11), el corpus poético gallego-portugués está formado por 1679 textos, en su mayoría encuadrados en el siglo XIII y en la primera mitad del siglo XIV. De entre todos ellos, el testimonio más antiguo de este género lírico suele relacionarse con una cantiga satírica escrita por Johan Soarez de Pavha (o Paiva o Pavía) a finales del siglo XII, de naturaleza política y que iba dirigida al rey de Navarra. La datación de esta cantiga, al igual que muchas otras de la lírica gallego-portuguesa, no está exenta de controversia entre los estudiosos: Tavani (1986: 11) señala que, mientras Carolina Michaëlis la data en 1213, López Aydillo lo hace en 1196. A unas fechas similares está considerada otra cantiga, atribuida por algunos expertos a D. Sancho I, rey de Portugal, y por otros a Alfonso X el Sabio (aunque esta segunda opción carece de tanto peso como la primera).
De lo que no cabe duda, y en lo que todos los investigadores coinciden, es en la existencia de una tradición lírica anterior de la que no se han conservado testimonios escritos. En este sentido, el trovador provenzal Raimbaut de Vaqueiras escribió –entre 1180 y 1205– una cantiga de amigo en lengua d’oc según la estructura característica de la lírica gallego-portuguesa, desconocida en aquel entonces en el sur de Francia.

Así, más allá de la innegable influencia que la lírica provenzal tuvo sobre las manifestaciones literarias de la península, especialmente en el caso gallego-portugués, habría que reconocer
la existencia de una lírica tradicional que cristalizó en las cantigas de amigo, y que, en definitiva, no sería otra cosa que la expresión de un primitivo lirismo con representantes en distintos dominios lingüísticos de pueblos indoeuropeos (jarchas, chansons de femme, Frauenlied, etc.). (Alvar y Beltrán, 1985: 4)
Si bien esta poesía de carácter popular hace difícil establecer una fecha precisa del límite cronológico superior de la lírica gallego-portuguesa –y, en general, de toda la lírica–, el final de esta escuela poética se tiende a situar en torno a 1350.
En la primera mitad del siglo XIV ocurrieron dos hechos de relevancia que son los que marcan este decaimiento: la muerte del rey Don Dinís en 1325, que causó una sustancial disminución del apoyo real al género, y el testamento de Don Pedro de Portugal, conde de Barcelos e hijo de Don Dinís, en 1350. En este testamento, Don Pedro legó a su sobrino Alfonso XI de Castilla un “libro de cantigas” –hoy desaparecido– predecesor de los cancioneros conservados. Desde este punto hasta las últimas composiciones del Cancionero de Baena, fechadas hacia 1370, se presenta un periodo oscuro en el que se produjo “el paulatino abandono de las viajas formas” (Alvar y Beltrán, 1985: 4).

### Etapas de la lírica gallego-portuguesa
Los investigadores han aceptado la existencia de tres grandes periodos –aunque luego muchos establecen subperiodos para poder precisar los diferentes conceptos– de la lírica gallego-portuguesa:
- Periodo pre-alfonsí. A esta primera etapa se adscriben los textos más antiguos, comprendidos entre los últimos años del siglo XII y 1245, aproximadamente. Los autores principales fueron caballeros portugueses que conocieron la lírica europea por las cruzadas, así como por los viajes de los juglares y trovadores. Con el comienzo de siglo aumentó el interés por el estudio, por lo que se crearon escuelas en las que se enseñaba y se estudiaba este tipo de composiciones.

- Periodo de florecimiento. Esta etapa de esplendor coincide con los reinados de Alfonso X el Sabio, Alfonso III de Portugal y Don Dinís. Es por eso que se pueden establecer tres subperiodos: alfonsí (1245-1280), dionisíaco (1280-1325) y post-dionisíaco (hasta 1350). Los periodos alfonsí y dionisíaco constituyen la época clásica del género y están marcados por sus respectivos reyes, ambos protectores de las letras y de la poesía, así como por la abundancia y florecimiento de los poetas en Castilla y Portugal. En el periodo post-dionisíaco apenas hay innovaciones y está marcado por la muerte de Don Pedro, considerado simbólicamente como el último trovador de esta escuela.

- Periodo de decadencia. Esta etapa, que abarca la segunda mitad del siglo XIV y todo el siglo XV, está protagonizada por el paulatino distanciamiento entre las lenguas gallega y portuguesa, que fueron configurándose, poco a poco, en torno a dos literaturas con unas características bien diferenciadas.

### Marco cultural
Las primeras manifestaciones de la lírica cortés gallego-portuguesa surgieron a finales del siglo XII, época especialmente significativa para la cultura occidental de la Edad Media: el renacimiento de las ciudades y el comercio, el auge de las escuelas monásticas y las nuevas perspectivas culturales de las escuelas urbanas centraron el panorama intelectual de la época. Además, las tendencias literarias se modificaron y estuvieron condicionadas por la gran afluencia de estudiantes a las escuelas, procedentes de orígenes variados (Alvar y Beltrán, 1985: 10). Sin olvidar el gran peso que la cultura ostentó en las cortes de reyes, nobles y personalidades eclesiásticas, convertidas en muchos casos en centros culturales de primer orden.
Paralelamente a la labor de las escuelas y de las cortes, también tuvo un papel protagonista en la difusión de determinados temas y formas la figura del juglar. De esta manera, la tradición retórica propia de las escuelas, sumada a los recursos literarios y estilísticos característicos de los juglares, están patentes en la lírica gallego-portuguesa.
Por otro lado, también desempeñó una importante función la lírica de carácter popular propia de la zona, pues reforzó, a través de las cantigas de amigo, las nuevas corrientes cortesanas. Es más, es muy probable que la lírica anterior a los trovadores no obtuviera su forma escrita hasta que las composiciones más elaboradas tuvieran ya una cierta difusión y prestigio (Alvar y Beltrán, 1985: 12).

### Juglares y trovadores
La mayoría de los primeros poetas gallego-portugueses era de origen noble –entre ellos incluso se encuentran reyes como Alfonso X o Don Dinís–, aunque no por ello fueron escasos los juglares. La distinción habitual que se suele hacer entre juglar y trovador es la de considerar al primero como al intérprete de la composición y al segundo como al autor de esta. No obstante, la barrera entre ambas categorías fue franqueada en numerosas ocasiones y en ambas direcciones.
Algunos caballeros o autores de origen noble o hidalgo se convirtieron en juglares al llevar una vida impropia de su condición y al preferir la compañía de tahúres, soldaderas y alborotadores. [...] Más frecuentes son los ejemplos de juglares que aspiran a ser considerados trovadores, tras haber acompañado durante algún tiempo a un poeta. (Alvar y Beltrán, 1985: 13)
Eran frecuentes y firmes las críticas de los trovadores hacia aquellos juglares que pretendían ascender, atacando tanto su arte como sus cualidades musicales, a las que consideraban inferiores. Sin embargo, cabe entender esta actitud como un posicionamiento frente a la ruptura del statu quo social, tratando de defender su estamento ante la llegada de intrusos provenientes de uno inferior.
En algunos casos, autor e intérprete coincidirían, pero en otras se establecían notables diferencias entre ambos, tanto sociales como de formación. De hecho, muchos trovadores trataron de que no se les confundiera con juglares, manifestando claramente la diferente labor que llevaba a cabo cada uno. La Suplicatio dirigida por Guiraut Riquier a Alfonso X en 1274 y la Declaratio con la que el rey le contestó son fundamentales para tratar de comprender la situación.
Como resultado, frente a la gran cantidad de nombres de trovadores que han perdurado, la práctica totalidad de los juglares ha quedado en el anonimato.

### Caminos de entrada de la influencia provenzal
Más allá de las discrepancias sobre el volumen cuantitativo y cualitativo que tuvo la influencia occitana en la literatura gallego-portuguesa, la mayoría de los estudiosos señala el papel decisivo que tuvo en la conformación de alguno de los géneros, como el lirismo.
Para tratar de dar respuesta al modo en que la tradición provenzal pudo influir sobre la gallego-portuguesa se han establecido dos puntos de vista. Por un lado, la actuación de agentes indirectos que permitían esta penetración provenzal por la vieja vía jacobea. Por el otro, los contactos individuales entre trovadores que, por lo general, se realizaron fuera de las fronteras lingüísticas del gallego-portugués.
Ramón Pena (1986: 98-99) expone los principales agentes indirectos de influencia provenzal:
- Los monjes de Cluny.
- El Camino de Santiago y las peregrinaciones a la ciudad.
- La presencia de guerreros y colonos de más allá de los Pirineos durante la Reconquista.
- Los intercambios comerciales.

En lo referente a los agentes directos, Ramón Pena (1986: 99) señala los siguientes:
- Alfonso III “el Boloñés”. Antes de ocupar el trono de Portugal residió durante muchos años en Francia. Vino en compañía de numerosos nobles y maestros franceses, cuya influencia se vio marcada, especialmente, en el heredero, Don Dinís.

- Los contactos personales trovador-trovador que tuvieron lugar en las Cortes de Castilla y catalano-aragonesas.

Sin embargo, Tavani (1986) defiende, sin quitarle importancia, que la ascendencia de la literatura provenzal sobre la gallego-portuguesa no debe buscarse ni estos contactos personales ni en la confrontación de textos y poetas. Por lo tanto, el verdadero motivo de la extensión occitana radicaría en la derrota albigense (1213) y en el posterior exilio.

## Textos conservados
Lo que se ha conservado de la actividad lírica del periodo gallego-portugués no debe entenderse como la totalidad de lo que se compuso en aquel momento, pues muchas de las composiciones, bien ha desaparecido la fuente en la que quedaron plasmadas por escrito, bien pertenecían a la tradición oral y no fueron recogidas. El repertorio conocido ha perdurado a través de tres grandes cancioneros: el Cancionero de Ajuda, el Cancionero Colocci-Brancutti o de la Biblioteca Nacional y el Cancionero de la Vaticana.

### Cancionero de Ajuda(A, CA)
El Cancionero de Ajuda se llama así porque se conserva en la biblioteca de mismo nombre del Palacio Real de Lisboa. Al parecer, procede de los escritorios alfonsíes y fue compuesto en las últimas décadas del siglo XIII. En lo referente a sus características formales, Ramón Pena (1986: 29-30) da una detallada descripción del cancionero.
El CA es un manuscrito de pergamino compuesto, en su estado actual, por 88 hojas de 443 x 334 mm que están encuadernadas junto con el Nobiliário do Conde de Barcelos –formado por 93 hojas que preceden al cancionero–. El CA está incompleto, especialmente en las partes inicial y final, ya fuera porque en su día se utilizó el pergamino en blanco o porque alguien sustrajera las miniaturas con las que estaba adornado.
Está escrito en letra gótica, minúscula, muy regular, de una única mano (aunque presenta correcciones, glosas y otras anotaciones de, por lo menos, otras dos manos), en dos columnas y por ambas caras del folio. Las iniciales son en negro o coloreadas.
Su producción quedó inacabada, pues, aunque los textos están completos, las miniaturas que los iban a acompañar no se terminaron. Tampoco se copió la música que iba a asociarse a las composiciones –a la que se le reserva un espacio bajo la primera estrofa de cada composición–. De igual manera, no aparecen las rúbricas, que contenían los nombres de los poetas, los cuales se identificaron gracias al cotejo con otras fuentes: las composiciones aparecen repetidas en otros dos cancioneros apógrafos de origen italiano, el CBN y el CV.

### Cancionero Colocci-Brancuttiode la Biblioteca Nacional(B, CBN)
La denominación de Cancionero Colocci-Brancutti se debe a que el humanista Angelo Colocci fue el encargado de su compilación. Constantino Corvisieri y Enrico Molteni lo descubrieron en la biblioteca de Paolo Brancuti, conde de Cagli (Italia), y, a la muerte de Molteni, la familia lo donó al gobierno portugués. Desde 1924 se conserva en la Biblioteca Nacional de Lisboa, de ahí el título de Cancionero de la Biblioteca Nacional de Lisboa.
Fue copiado en Italia a finales del siglo XV o a comienzos del siglo XVI (está segunda opción es la más probable) y realizado sobre un cancionero anterior por amanuenses al cargo de Colocci. Ramón Pena (1986: 31-32) explica las características técnicas del cancionero.
El CBN está formado por 355 hojas, numeradas por Molteni, de 280 x 210 mm que contienen numerosas brechas a lo largo de toda la obra. En su redacción intervinieron seis manos, una de las cuales fue la del propio Colocci. A él se deben muchas de las rúbricas y de las anotaciones de los márgenes, así como la numeración progresiva de los textos.
Este cancionero es el más abundante de los tres y, además, contiene al principio el anónimo Arte de trobar y las lais narrativas.

### Cancionero de la Vaticana(CV)
El Cancionero de la vaticana fue copiado conjuntamente con el CBN por orden de Angelo Colocci. Al igual que el CBN, se supone que el CV llegó a tierras italianas como regalo de una embajada enviada por el rey Manuel I de Portugal al Papa León X en el año 1514. Actualmente se conserva en la Biblioteca del Vaticano, de ahí su nombre.
En la descripción que ofrece Ramón Pena (1986: 32-33) de este cancionero, señala que está compuesto por 210 folios, numerados del 1 al 10 y, luego, nuevamente, del 1 al 200, quedando 18 sin numerar. Tiene unas medidas de 300 x 200 mm y presenta frecuentes lagunas en el texto. La escritura es cursiva, irregular, de una sola mano y, según señalan los estudiosos, es obra de un aficionado. Al igual que ocurre en el CBN, Colocci es el autor de las rúbricas atributivas y de algunas de las acotaciones marginales.

### Otros restos de la tradición manuscrita
Además de los tres grandes cancioneros, se han conservado algunas otras fuentes con testimonios de la tradición lírica gallego-portuguesa en su vertiente profana.
- El Pergamino Vindel (R, PV). Copiado a finales del siglo XIII o inicios del XIV, es un folio de pergamino, de 340x 460 mm, escrito por una única cara y a cuatro columnas, en minúscula gótica y muy regular, con unas características similares al CA. El PV contiene las siete cantigas de amigo de Martin Codax, en el mismo orden que en el CBN y en el CV, con variaciones mínimas. Ahora bien, su importancia radica en que seis de estas siete composiciones van acompañadas de su correspondiente notación musical, lo que constituye un unicum en toda la tradición profana de la lírica medieval gallego-portuguesa que ha permitido conocer la música de la época.
- La Tavola Colocciana (C, TC) es un índice o catálogo de autores realizado por Angelo Colocci y contenido en un códice vaticano. El nombre de los autores va precedido por unas cifras que van, en progresión, del 1 al 1675, coincidiendo con las numeraciones y atribuciones del CBN.
- La Tensón entre Alfonso Sanches e Vasco Martins de Resende (M) (P) aparece con la numeración 416 en el CBN y 27 en el CV. Además, se conservan dos apógrafos del siglo XVII que se realizaron en la península y que están en la Biblioteca Nacional de Madrid (M) y en la Nacional de Oporto (P). En P consta que el rótulo contenía la melodía, pero esta no fue copiada. Así, Tavani (1986) señala que tanto M como P son un claro ejemplo de un liederbläter de finales del XIII y comienzos del XIV y que debían tener una apariencia similar al PV.
- Las Cinco lais de Bretaña (Vª) son tres folios de 215 x 145 mm sin numerar que se encuentran en un códice vaticano, escritos durante el siglo XVI por una única mano, en minúscula y en letra gótica de la escuela española. Estas cinco lais también están presentes en el CBN y, aunque ambas pertenecen a la biblioteca de Colocci, se supone que se copiaron de fuentes distintas, aunque cercanas.

## Métrica y recursos estilísticos
El Arte de trobar es un tratado que se encuentra al comienzo del Cancionero de la Biblioteca Nacional de Lisboa y que define y resume los preceptos de la poética trovadoresca. A pesar de estar incompleto, gracias a él se puede conocer la terminología empleada para referirse a la técnica poética utilizada por los trovadores gallego-portugueses para componer sus cantigas. Como señala Tarrío Varela (1994: 46), “si a esto unimos los datos que ofrece la observación directa de las cantigas conservadas, no es difícil reconstruir una estructura formal” para este tipo de composiciones.
De esta manera, sabemos que la estructura de la cantiga recibe el nombre de talho (el cuerpo de la composición). Este se divide en cobras (las estrofas), cada una con un número determinado de palavras (versos). Cuando una de estas palavras aparece aislada dentro de una cantiga, se conoce como palavra perduda (verso libre, sin rima).
La conjugación de estos elementos tiende a adaptarse con bastante frecuencia a una serie de modelos establecidos. De ahí que uno de los principales rasgos que caracteriza a las cantigas gallego-portuguesas sea su homogeneidad formal, adscribiéndose gran parte de las composiciones conservadas a un modelo estructural en el que el talho está articulado en tres o cuatro cobras.
Esta homogeneidad, además de incidir sobre la estructura dimensional del texto, también alcanza a la estructura interna de cada estrofa y a la distribución de la rima. Así, la mayoría de las cantigas se compusieron con base en tres fórmulas estróficas que dan lugar a siete esquemas de rima: el esquema de cuatro versos más dos del refram (abbaCC y ababCC), la composición de siete versos con tres rimas (abbacca, ababcca, abbaccb, ababccb) y las estructuras paralelísticas (aaB...).
La amplia y manifiesta homogeneidad de las cantigas gallego-portuguesas no impide que, aunque minoritariamente, puedan aparecer otros esquemas, desde estrofas simples en aaa a otras más complejas en abcddab, entre tantos ejemplos.
Dentro de la uniformidad de esta manifestación de lírica galaico-portuguesa, los textos recogidos en los diferentes Cancioneros atestiguan dos clases de estrofas, cada una relacionada con un tipo de cantiga: las de meestria y las de refram. La principal diferencia entre ambas radica, precisamente, en la presencia de un estribillo o refram.

### Estrofa demeestria
Las cantigas de meestria o maestría se caracterizan por la ausencia de un estribillo. Según Alvar y Beltrán (1985: 17) esto demuestra que son “herederas directas de las formas provenzales”, ya que los trovadores provenzales solían rehusar la inclusión de estos estribillos, que consideraban propios de la lírica popular. De ahí que la estrofa de meestria aparezca, principalmente, en las cantigas de amor y de escarnio y sea muy escasa entre las cantigas de amigo.
El esquema métrico que suele encontrarse entre las cantigas de meestria es el de siete versos con tres rimas, que se organiza de la siguiente manera: una fronte o canto inicial formada por un tetrástico de rimas cruzadas o abrazadas (abba) o alternas (abab) a la que sucede una cauda o remate. Esta cauda está compuesta por un dístico y, además de introducir la nueva rima, sirve de paso para un verso final que retoma una de las rimas iniciales.
El resultado de esta combinación da lugar a cuatro tipos de esquema, que pueden combinarse a lo largo de un mismo texto: abbacca, ababcca, abbaccb y ababccb.
La mayor amplitud en el número de versos de la estrofa de meestria frente a la de refram la convierte en “más ambiciosa en sus formulaciones estéticas, en su deseo de alcanzar una mayor complejidad y evolución formal y temática” (Beltrán, 1993: 139). Además, Alvar y Beltrán (1985: 18) inciden en que este mayor número de versos “facilita la expresión de pensamientos más complejos”.

### Estrofa derefram
Frente a las de meestria, las cantigas de refram incluyen un estribillo. Su esquema métrico es más sencillo, de ahí que este tipo de estrofa estuviera relacionada con las composiciones de tipo popular. Sobre esta consideración, y contrariamente a lo que ocurría con las de meestria, la estrofa de refram es la predominante en las cantigas de amigo.
La fórmula estrófica utilizada con mayor frecuencia por las cantigas de refram está constituida por seis versos articulados en torno a tres rimas diferentes. Para lograrlo, la estrofa se forma con un tetrástico de rimas cruzadas (abba) o alternas (abab) seguido de un dístico monorrimo (CC) que, como señala Tavani (1986: 84), por lo general se presenta como un refram y que resulta en los esquemas abbaCC y ababCC.

### Estructura paralelística
A las estrofas de meestria y de refram cabría añadir un tercer tipo de estructura estrófica empleada con regularidad y que se caracteriza por estructurarse en torno al recurso del paralelismo. Estas cantigas paralelísticas resultan de la combinación de un dístico monorrimo rematado con un verso de nueva rima que, casi siempre, cumple la función de refram (aaB), por lo que también podrían entenderse como un subgrupo de las de refram.
Debido a su sencillez, esta fórmula es la que más fácilmente se pliega al frecuente juego paralelístico empleado en las cantigas (Tavani, 1986: 85) y fue utilizada, casi en exclusiva, en las cantigas de amigo.

### Etrofa de remate: lafiinda
Otra consideración a tener en cuenta sobre la estructura estrófica de las cantigas es la referente a las fiindas, un tipo especial de estrofa de la lírica gallego-portuguesa que aparece diferenciada del cuerpo estrófico de la cantiga.

Las fiindas están formadas por una o varias estrofas de uno o más versos breves y se encuentran al final de las cantigas, rematándolas y concluyéndolas con las razones o intenciones del trovador. El Arte de trobar presenta las fiindas de la siguiente manera:
As fiindas son cousa que os trobadores sempre usaron de poer en acabamento de sas cantigas, para concludiren e acavaren melhor e[n] elas as razões que disseron nas cantigas, chamando-lhis fii[n]da porque quer tanto diz[er] come “acabamento de razón”. E esta fiinda poden fazer de ũna, ou de duas, ou de tres, ou de quatro palavras [“versos”]. E se for a cantiga de meestria, deve a fii[n]da rimar con a prestumeira cobra, e se for de refran deve de rimar con o refran. E como quer que digan que a cantiga deve d’aver ũa d’elas, taes i ouve que lhe fezeron duas ou tres, segundo sa vontade de cada un d’eles; e taes i ouve que as fezeron sen fiindas, pero fiinda é mais comprimento.
A partir de las ideas expuestas en este fragmento del tratado poético, Beltrán (1995: 105-106) señala que la función de las fiindas era la de “exponer la conclusión de la cantiga, compendiando lo que el autor quiso decir”. Más allá, aunque en la misma línea, Arias Freixedo (2003: 57-58) muestra las fiindas como “versos de remate que en muchas composiciones están situados después de la última estrofa”, con una “función conclusiva de finalización de la razón”.
Todos estos argumentos pueden hacer indicar que las fiindas eran un elemento con una presencia notoria en el corpus de las cantigas y con una importancia reseñable que obligaba a su inclusión en la composición. Sin embargo, aunque su volumen no es desdeñable, las excepciones son mucho más numerosas de lo que las pautas del Arte de trobar hacen indicar: apenas un cuarto de las cantigas conservadas incluye fiinda.
Como resultado, la fiinda no puede considerarse como un elemento imprescindible y estrictamente necesario en la cantiga gallego-portuguesa, por lo que su presencia u omisión no son discriminatorios de género.

### Rima
En lo referente a la cuenta silábica de una cantiga, es importante tener presente que, tanto los sistemas provenzal como gallego-portugués, cuentan hasta la última sílaba tónica (a diferencia del sistema español, que tiene en cuenta todas las sílabas).
Según este criterio, en las cantigas puede distinguirse entre una rima masculina y una femenina: la primera está presente en las palabras que, a final de verso, tienen el acento en la última sílaba (agudas); la segunda aparece en las palabras que, en la misma posición que las anteriores, están acentuadas en la penúltima sílaba (llanas). Se ha de diferenciar gráficamente uno de otro tipo de rima a la hora de realizar el esquema métrico, por lo que se escribe un apóstrofo tras el número de sílabas del verso en caso de tratarse de un verso de rima femenina (10’, rima femenina; 10, rima masculina).
La rima tiende a ser mayoritariamente consonante, aunque no es extraño encontrar rimas asonantes propias de la lírica popular, especialmente entre las cantigas de amigo.

### Esquema silábico
Si bien son abundantes los esquemas fijos que marcan la distribución de las rimas, también lo son los esquemas relacionados con el número de sílabas de cada verso. Esto se evidencia en que la mitad de las cantigas conservadas están construidas con estrofas monométricas de decasílabos con acento y cesura en la cuarta sílaba. La mitad restante se reparte entre textos monométricos y polimétricos de otras medidas (entre cinco y dieciséis sílabas), como los versos de ocho y siete sílabas, también frecuentes.
Los versos más breves se consideraban de origen popular, mientras que los versos largos solían dividirse en dos hemistiquios regulares, algo frecuente en las cantigas de amigo paralelísticas y en algunos escarnios.

### Recursos de composición: lascobras
En las cantigas, la rima puede repetirse en cada una de las estrofas, aunque también se puede encontrar una rima propia en cada estrofa o puede agruparse de formas variadas. La distribución de las rimas se convierte así en una técnica de composición que da lugar a diferentes tipos de estrofas:
- Cobras singulares: estrofas con diferentes series de rimas, pero que comparten el mismo esquema de rima.
- Cobras uníssonas o unisonantes: estrofas con una misma serie de rimas que se repite en todas ellas (además del esquema de rima, las terminaciones vocálicas de los versos son las mismas en todas las estrofas).
- Cobras doblas: estrofas con el mismo esquema de rima, pero en las que las series de rimas se repiten cada dos estrofas.
- Cobras ternas: estrofas con un mismo esquema de rima y en las que las series de rimas se repiten de tres en tres estrofas.
- Cobras alternas o alternadas: estrofas que tienen un mismo esquema de rima, con una serie de rimas para las pares y otra para las impares.
- Cobras capcaudadas: estrofas en las que se repita la rima del verso final de una en el primero de la siguiente.
- Cobras capdenals: estrofas en las que el verso inicial de dos o más de ellas está vinculado a través de una palabra o término.
- Cobras capfinidas: estrofas en las que se repite una palabra o término de la parte final del verso de una estrofa en el inicio de la siguiente. Este término repetido puede aparecer exactamente igual o con algunas ligeras modificaciones.
- Cobras retrógradas: estrofas en las que las rimas de una se repiten en la siguiente, pero en orden inverso.
- Rima dissoluta: circunstancia que se da cuando el talho (la estructura entera) de la cantiga está compuesta a partir de versos libres, conocidos como palavras perdudas.

### Recursos formales y estilísticos
La técnica de composición de las cobras se logra a través de una serie de recursos formales y estilísticos presentes en la técnica poética de la lírica gallego-portuguesa. Sin embargo, según Pena (1986: 128), la escasa variedad de los mismos «explica aún más la resolución de la cantiga gallego-portuguesa de contener formalmente un número muy limitado de esquemas y posibilidades», todos ellos muy estrechamente vinculados entre sí. Estos recursos son el paralelismo, el leixa-pren, el dobre, la mordobre, la palavra-rima, la palavra perduda, la atá-fiinda, la fiinda y el refram.

#### Paralelismo yleixa-prén
El paralelismo es un recurso que se basa en dos aspectos, la repetición y la variación, siendo esta repetición el principio estructurador de la composición. La lírica gallego-portuguesa utilizó el paralelismo en tantas ocasiones que ha llegado a constituir uno de sus rasgos más reconocibles.
Este recurso puede aparecer de diversas formas: paralelismo verbal (que afecta a las palabras), el paralelismo estructural (referido a la estructura sintáctica y rítmica) y el paralelismo semántico (relacionado con la significación o el concepto).
En la lírica gallego-portuguesa, el paralelismo que afecta a la estructura de la cantiga (paralelismo formal) puede presentarse de varias formas: o bien repitiendo la primera parte de un verso en un lugar estratégicamente situado a lo largo de la cantiga (paralelismo literal) o bien retomando una determinada construcción sintáctica y rítmica en lugares prestablecidos del texto (paralelismo estructural). Este paralelismo formal confiere a la composición cierta homogeneidad y una disposición lógica gracias a la cual se han podido reconstruir versos desaparecidos.
Los estudiosos han llamado paralelismo perfecto a aquel que se ha construido de manera ordenada, aunando el refinamiento y el artificio con la tradición popular, y cuya unidad rítmica de composición es el par de estrofas: en cada par de estrofas, la segunda repite la idea y el contenido de la primera. Al mismo tiempo, los pares de estrofas se encadenan entre sí de tal manera que el segundo verso de la primera estrofa se corresponde con el primero de la tercera (y el segundo de la segunda con el primero de la cuarta). El esquema métrico resultante sería abC abC bdC bdC.
Cuando este encadenamiento de versos se extiendo a lo largo de varios pares de estrofas, recibe el nombre de laixa-prén.

#### Fiindas
Las fiindas son un tipo de estrofa que aparece al final de la cantiga como remate temático y métrico. Esta parte final está formada por uno, dos o tres versos (incluso cuatro, en contadas excepciones) y la composición podía tener un número variable de fiindas. Guardan una cierta semejanza con la tornada provenzal y con el commiato italiano y su función en el texto es la de concluir el desarrollo conceptual del poema a través del pensamiento del trovador.

#### Atá-fiinda
El atá-fiinda es un procedimiento por el cual se presenta progresivamente el sentido de la cantiga, desde el comienzo hasta el final, a través de encabalgamientos entre las estrofas que enlazan el último verso de una con el primero de la siguiente.

#### Refram
El refram es el artificio consistente en la repetición de uno o dos versos al final de cada estrofa, a manera de remate. Suele tener relación con lo expuesto en la fronte o canto inicial, aunque existe algunos ejemplos en los que son autónomos. En lo referente a la rima, tiene carácter independiente.

#### Dobre
El dobre es una figura retórica que se basa en la repetición, sin variaciones de flexión, de palabras en diferentes lugares del poema. Estos vocablos deben repetirse una o más veces a lo largo de una misma estrofa y en la misma posición en todas las de la composición, incluyendo la fiinda. El Arte de trobar define así a esta modalidad de conexión interestrófica:
Dobre é dizer ũa palavra cada cobra duas vezes ou máis: mais deven-[n]o meter na cantiga mui gardadamente; e conven, como o meteren en ũa das cobras, que assi a metan nas outras todas. E se aquel dobre que meteren na ũa, meteren na[s] outras, poden-no i meter en outras palavras, pero sempre n’aquele talho e d’aquela mane[i]ra que o meteren na prima. E outrossi o deve[n] de meter na fiinda per aquela mane[i]ra.
Cunha (1982) distingue cuatro variedades de dobre, que diferencia de la rim equivoc provenzal con la que lo comparó H. R. Lang:
1. Repetición de una misma palabra al final de todos los versos de una estrofa.
2. Repetición de una misma palabra en enunciados sucesivos de la misma estrofa (la palabra repetida varía de estrofa en estrofa).
3. Repetición de una misma palabra, en posición de rima, en dos versos de la estrofa (generalmente en el primero y el último).
4. Alternancia de dos palabras diferentes en cada una de las rimas de una estrofa.

No obstante, esta exigencia canónica del dobre no siempre se respeta y se flexibiliza la norma de la posición fija de las palabras repetidas, tanto a lo largo de las estrofas como del poema completo. Así, esta normativa tiende a interpretarse más como un precepto “escolástico de la tratadística medieval” más que “de una constatación nacida de la observación de los textos” (Beltrán, 1993: 220).
Como resultado, bajo el término de dobre se considera toda aquella repetición léxica que no presente variaciones de flexión, sea cual sea su posición textual y su regularidad.

#### Mordobre
El mordobre o mozdobre es un recurso de ornamentación retórico que consiste en la repetición de palabras con variaciones morfológicas (ejemplo: amar / amei), siendo esta su principal diferencia con el dobre. El Arte de trobar dice de él que
é tanto como dobre, quanto é no entendimento das palavras: mais as palabras desvairan-se, porque mudan os tempos. E, como vos ja dixi do dobre, outrossi o mozdobre -en aquela guisa e per aquela mane[i]ra que o meteren en ũa cobra- assí o deven meter nas outras e na fiinda, pera seer mais comprimento.
Según esto, el mordobre se corresponde con un tipo de rima gramatical que juega sobre la alternancia de formas distintas de una misma base verbal, es decir, sobre las variaciones morfológicas de la palabra y que, como ocurría con el dobre, sirve de conexión interestrófica.
Al igual que el dobre, el mordobre debería atenerse a la norma de la fijeza y repetirse la palabra (en este caso con la salvedad de tratarse de términos derivados) en la misma posición en todas las estrofas del poema y en la fiinda. Sin embargo, como ocurría con el recurso anterior, se relativiza la exigencia restrictiva presentada en el Arte de trobar.
En definitiva, se conoce como mordobre la repetición léxica que presenta variaciones morfológicas, sea cual sea su posición textual y su regularidad.

#### Mot-refranh ymot-tornat
Un procedimiento similar al del dobre es utilizado por la doctrina poética provenzal. Se trata del mot-refranh, un recurso que se basa en la repetición, de manera simétrica en todas las estrofas, de una misma palabra al final de verso, es decir, en posición de rima.
El mot-refranh estaba considerado un recurso propio de los buenos trovadores, de ahí que trataran de adscribirse a sus esquemas. No tenía la misma consideración el mot-tornat, que consistía en la repetición asimétrica de una palabra a lo largo de toda la composición, en posición de rima.

#### Palavra rima
En la línea del dobre y del mot-refranh, la palavra-rima está considerada como un artificio de repetición léxica y conexión interestrófica que repite uno o varios términos de forma simétrica y en posición de rima en pares de estrofas o en estrofas aisladas.

#### Palavra perduda
Con esta locución se conocía en la lírica gallego-portuguesa al verso de una estrofa que no rimaba con ningún otro (aunque podía darse el caso de que rimara con algún verso de otra estrofa). 

#### Problemática de la repetición en posición de rima
Las profundas similitudes entre el dobre, el mordobre, el mot-refranh, el mot-tornat, la palavra-rima y la palavra perduda, unidas a la flexibilidad formal con la que los trovadores utilizaron estos recursos, supone un problema de diferenciación y clasificación. Para tratar de esclarecerlo, Ramón Pena (1986: 283) ofrece un esquema resumido con la definición formal (que no siempre implica la puesta en práctica) de cada recurso:
- Dobre: repetición de palabras sin variación léxica en lugares simétricos de los versos de la cantiga, mudando el término repetido de una estrofa a otra.
- Mordobre: la misma casuística que en el dobre, pero el término repetido adopta cambios morfológicos.
- Mot-refranh: repetición de una misma palabra en posición de rima y en un lugar simétrica a lo largo de todas las estrofas de la cantiga.
- Mot-tornat: se diferencia del mot-refranh en que el término no se repite de manera simétrica, sino de manera aislada, a lo largo de la composición.
- Palavra-rima: repetición de una o varias palabras a final de verso y de forma simétrica en pares de estrofas o en estrofas aisladas.
- Palavra perduda: verso de una estrofa que no rima con ningún otro de la estrofa.

## Géneros de las cantigas profanas
Dentro del conjunto de la lírica gallego-portuguesa se pueden establecer tres géneros mayores que se corresponden con tres tipos de cantigas ya definidas en el Arte de trovar: las cantigas de amor, las cantigas de amigo y las cantigas de escarnio y maldecir.

### Cantigas de amigo
Las más de quinientas composiciones de cantigas de amigo que se han conservado presentan una marcada cohesión temática y formal. En este género, el poeta pone en boca de una mujer un lamento o un diálogo con el amigo o la madre.
Mediante del empleo de la exclamación y de la interrogación retórica, predominan los motivos relacionados con la despedida y la separación de los amantes, quedando plasmado un sentimiento de melancolía a través de la coita (pena) de amor. Sin embargo, ajeno a la tradición trovadoresca, también suele estar presente un amor correspondido motivo de alegría. De igual manera, a diferencia de lo que ocurre en las cantigas de amor, en las de amigo la descripción femenina no está exenta de múltiples referencias al aspecto físico (como el cuerpo o el cabello), así como de calificativos de corte popular junto con otros pertenecientes al mundo cortés.
La presencia de estos adjetivos, sumada a la adaptación de términos propios del vasallaje feudal al estilo de las cantigas de amor, señala la comunión entre la influencia provenzal y la tradición autóctona y pretrovadoresca de la zona.
Por otro lado, la ambientación paisajística cobra una especial relevancia en este tipo de composiciones, pues, aunque en algunos casos el entorno es meramente descriptivo o forme parte del ambiente, en otras adquiere un marcado valor simbólico que da significado a la cantiga. Entre los símbolos frecuentes se pueden encontrar los elementos acuáticos –fuentes, ríos y el mar–, los elementos primaverales –montes, prados, flores, árboles, etc.– y la intervención en la acción de animales como pájaros y ciervos.
En lo referente a la forma, la cantiga de amigo rechaza en la mayoría de los casos la estrofa de meestria, incluye casi siempre un refram y predomina la estrofa de seis versos, rechazando la estructura en cuatro cobras típica de las de amor. Unos rasgos que revelan su mayor distanciamiento con los preceptos occitanos.
Dejando de lado las cantigas de amigo de tipo trovadoresco, existe un grupo de cantigas de amigo que emplean el dístico con estribillo (aaB o aaBB). Según esta estructura, a una estrofa la sigue otra idéntica, pero modificando las rimas. Para lograrlo se emplean dos procedimientos: o bien invertir el orden de las palabras o bien sustituir un vocablo por otro que sea sinónimo. Este paralelismo, junto con el leixa-pren, constituye el recurso más característico de estas composiciones.
Dentro de las cantigas de amigo aparecen varios subgéneros, relacionados con la temática del texto:
- Bailadas. Cantigas de carácter alegre en las que se refleja la alegría de amar y vivir. En ellas son frecuentes las invitaciones al baile, pues precisamente están compuestas para ser bailadas.
- Barcarolas o mariñas. Cantigas relacionadas con el mar, muchas veces presente como una prolongación de los sentimientos de la enamorada. El mar y sus olas se presentan como receptores de los lamentos de una melancólica joven cuyo amado ha partido por mar (bien a faenar bien a la guerra) y no sabe cuándo va a regresar.
- Romerías. Como su nombre indica, están relacionadas con las romerías y las peregrinaciones a ermitas o santuarios, ocasiones que usaban los amantes como pretexto para encontrarse.
- Albas, alboradas o albadas. El amanecer se presenta en estas composiciones como el responsable de la separación de los amantes.
- Mayas. Canciones dedicadas al mes de mayo, momento del año relacionado con lo genésico: da comienzo la primavera. Además, es en este mes en el que, debido al buen tiempo, solían comenzar las campañas militares.
- Venatorio. Cantigas vinculadas con el mundo de la caza que tienden a simbolizar cómo lo masculino sale a cazar a lo femenino.

### Cantigas de amor
Las cantigas de amor son las que presentan una mayor influencia occitana –de hecho, muchos críticos las consideran herederas directas de la canso provenzal–. Representan el género cortés y dan muestra de la herencia recibida por los poetas gallego-portugueses: una concepción feudal del amor en la que la dama se convierte en el senhor y el poeta en el vasallo.
Estas composiciones toman la forma de un canto de amor realizado por un hombre y dirigido a una dama, que casi nunca es correspondido y, por lo tanto, se queja por su hostilidad y por su indiferencia. De esta manera, las coitas de amor son abundantes y constantes, pues de poco sirven los hiperbólicos halagos y las loanzas que el trovador le dedica a su amada: ella permanece altiva y ajena al sufrimiento del enamorado.
Consideradas como las más “cultas” de los tres géneros de lírica gallego-portuguesa, la temática de las cantigas de amor sufre “un considerable empobrecimiento con respecto a la tradición trovadoresca” (Alvar y Beltrán, 1985: 29). A esto hay que añadir que no alcanzan el grado de artificiosidad de las provenzales que les sirven de modelo, sometidas a rígidas reglas estilísticas y artificios formales definidos y categorizados, “como tampoco, todo hay que decirlo, el de su belleza”, incide Tarrío Varela (1994: 30).
En las cantigas de amor no solo se simplifica el vocabulario feudal y el relacionado con los grados de vasallaje amoroso, sino que desaparece la joia, el gaug (el gozo de amar), sustituyéndolos por la tristeza y convirtiendo el amor en un tormento.
Uno de los principales puntos que caracterizan este género y lo diferencia de las cantigas de amigo es la desaparición de los elementos sensibles y concretos –como el cuerpo, la belleza física o el locus amoenus en el que se desarrolla la acción–, sustituyéndolos por un “monótono juego de abstracciones dedicado a una dama fuertemente idealizada, objeto de sentimientos tópicos fijados en esquemas convencionales” (Tarrío Varela, 1994: 31). El resultado no es otro que el de una dama abstracta e incorpórea, como expresa Tavani (1986: 106), frente a la “carnalidad concreta [...] de la dama provenzal”.
La belleza física de la dama queda encubierta por lo abstracto y sus mayores virtudes, aquellas dignas de elogio, son las relacionadas con sus acciones –la dulzura, la discreción en el hablar, su expresivo reír, su bello mirar– y con sus cualidades morales –bõa (buena), melhor (mejor), sen (buen juicio), prez (mérito, valor), etc.–.
La lírica gallego-portuguesa reduce de esta manera la descripción física de la dama a generalidades, completadas casi siempre por alusiones a la intervención divina, porque se presupone que “la senhor es perfecta y el poeta la ama” (Alvar y Beltrán, 1985: 31).
En lo referente a su estructura, en las cantigas de amor la estrofa de meestria es mucho más abundante que en los otros tipos. Además, son frecuentes las composiciones de cuatro cobras de siete versos octosílabos o decasílabos, al estilo de la canso provenzal.
El paralelismo más empleado en este género es el consistente en la repetición de los mismos motivos (o parecidos) en todas las estrofas, apoyados en el dobre o el mozdobre –aunque también hay una clara tendencia a la variación, con matices, de una estrofa a otra–.
La sintaxis es de una mayor complejidad que en las cantigas de amigo: mientras que en estas los versos son autónomos y se asocian bien por coordinación bien por yuxtaposición, en las de amor cada estrofa se construye como una unidad compleja y propensa a las subordinaciones y a las ramificaciones. “Esta concepción adquiere su mayor desarrollo a través del encabalgamiento, muy frecuente del género” (Alvar y Beltrán, 1985: 33), que puede desembocar en un modelo propio: la cantiga atehuda o ata a fiinda.

### Cantigas de escarnio y de maldecir
El Arte de trobar dedica un apartado a las cantigas de tema burlesco y satírico, opuestas a las de temática amorosa. Se trata de las cantigas de escarnio y las de maldecir (o maldizer), diferenciadas entre ellas, únicamente, en el medio que se utiliza para llevar a cabo la burla.
“Cantigas d’escarneo som aquelas que os trobadores fazen querendo dizer mal d’algue e elas, e dize-lho per palavras cubertas que aja dous entendymentos”, mientras que “cantigas de mal dizer son aquelas que faze os trobadores [...] descubertamente, e elas entre palavras a quen queren dizer mal e no aver outro entendimento seno aquel que queren dizer chaamente”.
Entre las cantigas de escarnio y maldecir pueden establecerse varios subgrupos, pues bajo esta denominación se adscriben composiciones de diverso carácter, como invectivas personales, sirventeses políticos y morales y sátiras literarias.
Las invectivas personales constituyeron uno de los núcleos más importantes de este tipo de cantigas, centrándose en elementos como el aspecto físico, la falta de habilidad para desempeñar un oficio, la tendencia a los vicios, etc. En la misma línea, abundan las burlas orientadas a la mujer del destinatario, aunque siempre con el foco puesto la misma víctima: la infidelidad conyugal es la gran protagonista en este caso.
En este grupo entrarían también los ataques a trovadores y juglares por su falta de destreza y conocimientos, a las soldaderas (incluyendo las amancebadas con un clérigo, mezclando en estas ocasiones, muchas veces de manera soez, elementos religiosos y eróticos) y las sátiras dirigidas a representantes de otros estamentos.
“En definitiva, a los poetas gallego-portugueses parece interesarles, ante todo, la burla dirigida contra la persona y la risa que esa burla pueda producir” (Alvar y Beltrán, 1985: 40). No obstante, esto no implica que los poetas relajaran las reglas de composición, sino que, al igual que en los otros géneros, las cantigas de escarnio y de maldecir son el resultado de una rigurosa elaboración. Como exponen (Alvar y Beltrán, 1985: 41), “la poesía satírica gallego-portuguesa es [...] una poesía culta y de un perfecto tecnicismo, que ha heredado una temática tradicional, enriquecida en los distintos momentos poéticos, y una clara conciencia de estilo”.

### Géneros menores
Además de los tres grandes géneros, dentro de la lírica gallego-portuguesa se podría hablar de otros géneros menores con una escasa aportación de ejemplos y testimonios.
Uno de estos géneros es el pranto, de posible origen provenzal, una composición en la que se expresa el dolor por la desaparición de algún personaje de renombre o de valía. La estructura es la habitual en este tipo de textos: invitación al lamento, exaltación del difunto, imploración y solicitud de oración por el descanso y la salvación de su alma, descripción del dolor producido por su muerte, etc.
Otro es la pastorela, presente en la tradición gallego-portuguesa como un género que combina elementos de las cantigas de amigo y de las de amor. Las características esenciales de este género son la localización geográfica y un diálogo en el que un caballero demanda el amor de una pastora. Sin embargo, los modelos presentes en los Cancioneros tienden a prescindir de este diálogo, dando lugar a un soliloquio de la pastora.
Las tenções, que, además de su valor literario, aportan un valioso punto de vista historiográfico. Estos son textos elaborados entre dos poetas que acuerdan una serie de condiciones para desarrollar el juego, configurándose como una composición dialogada en la que cada autor defiende un punto de vista sobre un tema en concreto.
También han llegado tres descordos en gallego-portugués –composiciones cuya estructura varía en cada estrofa– y es interesante tener en cuenta las cantigas de seguir y las de vilão.